# Individuelle neutrale atleter ved sommer-OL 2024
Individuelle neutrale atleter deltog ved Sommer-OL 2024 i Paris, som blev arrangeret i perioden 26. juli til 11. august 2024.
Udøvere for individuelle neurtrale atleter vandt tilsammen fem medaljer, hvoraf én guld og tre sølv og en bronzemedalje..

## Medaljer
| 2024 Paris                    | Guld | Sølv | Bronze | Total |
| Individuelle neutrale atleter | 1    | 3    | 1      | 4     |

### Medaljevinderne
| Individuelle neutrale atleter under sommer-OL 2024 i Paris | Individuelle neutrale atleter under sommer-OL 2024 i Paris | Individuelle neutrale atleter under sommer-OL 2024 i Paris | Individuelle neutrale atleter under sommer-OL 2024 i Paris | Individuelle neutrale atleter under sommer-OL 2024 i Paris | Individuelle neutrale atleter under sommer-OL 2024 i Paris |
| Medalje                                                    | Navn                                                       | Land                                                       | Sport                                                      | Event                                                      | Dato                                                       |
| ---------------------------------------------------------- | ---------------------------------------------------------- | ---------------------------------------------------------- | ---------------------------------------------------------- | ---------------------------------------------------------- | ---------------------------------------------------------- |
| Guld                                                       | Ivan Litvinovich                                           | Belarus                                                    | Gymnastik                                                  | Herrernes trampolin                                        | 2 August                                                   |
| Sølv                                                       | Viyaleta Bardzilouskaya                                    | Belarus                                                    | Gymnastik                                                  | Damernes trampolin                                         | 2 August                                                   |
| Sølv                                                       | Yauheni Zalaty                                             | Belarus                                                    | Roning                                                     | Men's single sculls                                        | 3 August                                                   |
| Sølv                                                       | Mirra Andreeva Diana Shnaider                              | Rusland                                                    | Tennis                                                     | Damedouble                                                 | 4. august                                                  |
| Bronze                                                     | Yauheni Tsikhantsou                                        | Belarus                                                    | Vægtløftning                                               | Men's – 102 kg                                             | 10 August                                                  |